# Eurygryllodes latipennis
Eurygryllodes latipennis är en insektsart som beskrevs av Lucien Chopard 1951. Eurygryllodes latipennis ingår i släktet Eurygryllodes och familjen syrsor. Inga underarter finns listade i Catalogue of Life.